# Hammermühle (Füttersee)
Die Hammermühle (auch Hammerschmiede genannt; fränkisch: Hammamühl) war eine Schlagmühle in der Gemarkung Füttersee des Marktes Geiselwind im unterfränkischen Landkreis Kitzingen. Bis in die zweite Hälfte des 20. Jahrhunderts war die Hammermühle ein Gemeindeteil von Füttersee.

## Geschichte
Der Ortsname der Mühle hängt eng mit der genutzten Technik zusammen. Vor der industriellen Revolution waren die wasserbetriebenen Hammerwerke an den kleinen Flüssen in Mainfranken weit verbreitet. Der Hammer wurde von der Wasserkraft angetrieben und konnte so größere Energie für Schmiedearbeiten aufwenden. Vielleicht war die Mühle Teil des Dorfes Effeltrich, das bereits im 14. Jahrhundert verlassen wurde. Die Mühle hätte in diesem Fall bereits vor 1340 bestanden. Die Mühle wurde aber erst im 18. Jahrhundert als „Hammerschmitten“ schriftlich erwähnt. Im Jahr 1724 wurde der Müller „ufm Effelt“, Christoph Link, genannt. Im Jahr 1733 tauchte die Bezeichnung „Effelt in der Hammerschmitten“ in den Quellen auf. Nachdem 1735 nochmals die Ortsbezeichnung „zu Effelt in der Mühl“ gebraucht worden war, tauchte 1748 erstmals die Bezeichnung „Hammer Mühl“ auf. Die Mühle war dem Kloster Ebrach zugeordnet und zinste an die Zisterziensermönche. Die Abtei verpachtete ihre Schlagmühle an verschiedene Müller. In den Jahren 1752 und 1758 wurde „Johann Gölner, molitor“ (Johann Gölner, Müller) erwähnt. Er saß im „Hammer-mühl-hoff-häußlein“. 1760 wurde die Mühle bei Geiselwind verortet. Im 18. oder 19. Jahrhundert erhielt die Anlage ein Mahlwerk.
Mit dem Gemeindeedikt (frühes 19. Jahrhundert) wurde Hammermühle dem Steuerdistrikt und der Ruralgemeinde Füttersee zugeordnet, die zum oberfränkischen Landgericht Burgebrach gehörte. Spätestens 1837 wurde die Gemeinde dem mittelfränkischen Landgericht Markt Bibart zugewiesen, 1852 dem neu gebildeten Landgericht Scheinfeld. 1961 wurde die Mühle abgebrochen und der Gemeindeteil amtlicherseits aufgehoben. Im Jahr 1964 kaufte ein Herr Vitus aus Nürnberg das Grundstück und baute darauf ein Wohnhaus.

### Einwohnerentwicklung
| Jahr      | 001836 | 001840 | 001852 | 001861 | 001871 | 001885 | 001900 | 001925 | 001950 |
| Einwohner | 4      | 6      | 6      | 11     | 9      | 5      | 7      | 8      | 6      |
| Häuser    | 1      | 1      | 1      |        |        | 1      | 2      | 2      | 1      |
| Quelle    | [ 4 ]  | [ 6 ]  | [ 7 ]  | [ 8 ]  | [ 9 ]  | [ 10 ] | [ 11 ] | [ 12 ] | [ 13 ] |

## Religion
Hammermühle war evangelisch-lutherisch geprägt und nach St. Laurentius (Füttersee) gepfarrt. Die Schüler gingen in die Konfessionsschule in Füttersee.